# Slaget om Moskva
|  | Denne artikel handler om et slag under 2. verdenskrig; for slaget om Moskva under Napoleonskrigene, se Slaget ved Borodino. |
Slaget om Moskva (russisk: Битва под Москвой, Bitva pod Moskvoy, tysk: Schlacht um Moskau) er navnet på de to perioder med strategisk vigtige kampe over en 600 km lang sektor af Østfronten under 2. verdenskrig. Det foregik mellem oktober 1941 og januar 1942. Under slaget forsøgte Aksemagterne at erobre Sovjetunionens hovedstad Moskva, som Hitler anså for det primære militære og politiske mål for aksestyrkerne under operation Barbarossa – invasionen af Sovjetunionen. I den sidste del af slaget gik den Røde Hær til modangreb og trængte tyskerne flere hundrede kilometer tilbage.
Den tyske strategiske offensiv med kodenavnet Operation Typhoon var planlagt til at gennemføre to knibtangsmanøvrer. En nord for Moskva mod Kalinin Fronten skulle gennemføres af 3. og 4. Panzergruppe, som samtidig betød en afbrydelse af jernbaneforbindelsen mellem Moskva og Leningrad, og en anden syd for Moskva mod den sovjetiske Vestlige Front syd for Tula gennemførtes af 2. Panzer Armée, mens 4. Armée rykkede frem direkte mod Moskva vestfra. En særskilt operation med kodenavnet Operation Wotan var medtaget i slutfasen af den tyske offensiv.
Indledningsvis gennemførte de sovjetiske styrker et strategisk forsvar af Moskva Oblast ved at bygge tre forsvarsbælter og indsætte nyformerede reservearméer. Samtidig hentedes der tropper fra Sibirien og Fjernøsten. Efterfølgende, da den tyske offensiv var gået i stå, gennemførte de sovjetiske styrker en strategisk modoffensiv, og mindre offensive operationer blev gennemført for at tvinge de tyske arméer tilbage til stillinger omkring byerne Orjol (Orel), Vyazma og Vitebsk, hvor tre tyske arméer nær blev omringet i forbifarten.
I den sovjetiske militærhistorie anses slaget om Moskva for at være den første vellykkede strategiske offensiv fra den Røde Hær, som trods store tab skaffede en reel og symbolsk reduktion af truslen mod Moskva.

## Den tyske plan
Den oprindelige invasionsplan, som aksestyrkerne kaldte Operation Barbarossa, opererede med erobring af Moskva indenfor fire måneder. Trods store indledende fremskridt blev den tyske hær sinket af den sovjetiske modstand (især under slaget om Smolensk (1941), som varede fra juli til september 1941 og forsinkede den tyske offensiv mod Moskva med to måneder. Efter at have erobret Smolensk valgte den tyske hær at konsolidere sine linjer omkring Leningrad og Kijev, hvilket yderligere forsinkede fremstødet mod Moskva. Angrebet mod Moskva blev genoptaget den 2. oktober 1941 med en offensiv, der fik kodenavnet Operation Typhoon, der skulle afslutte erobringen af Moskva, inden vinteren satte ind for alvor.
Efter et fremstød, som førte til omringning og nedkæmpelse af adskillige sovjetiske arméer, lykkedes det de sovjetiske styrker at stoppe tyskerne ved Mozhaisk forsvarslinjen, blot 120 km fra hovedstaden. Efter at have gennembrudt den sovjetiske front blev den tyske hærs offensiv forsinket af vejret, hvor regnen i Rasputitsa årstiden forvandlede veje og marker til pløre, som i betydelig grad generede aksestyrkernes køretøjer, heste og soldater. Selv om et skifte til koldere vejr med frost gjorde det muligt for aksestyrkerne at rykke videre, måtte de stadig kæmpe mod stadig stigende sovjetisk modstand.
I begyndelsen af december stod de forreste tyske Panzergrupper mindre end 30 km fra Kreml, og tyske officerer kunne se nogle af bygningerne i Moskva i deres kikkerter; men aksestyrkerne kunne ikke komme videre. Den 5. december angreb friske sovjetiske tropper fra Sibirien, som var forberedt på vinterkrigsførsel, de tyske styrker foran Moskva. I januar 1942 havde de sovjetiske tropper drevet den tyske hær 100-250 km tilbage og afværgede dermed den umiddelbare trussel mod Moskva. Det lykkedes aldrig siden for aksestyrkerne at komme så tæt på at erobre den sovjetiske hovedstad.
Slaget om Moskva var et af de vigtigste slag i 2. Verdenskrig, primært fordi det lykkedes de sovjetiske styrker at stoppe de alvorligste forsøg på at erobre deres hovedstad. Slaget var også et af de største i krigen med tab på over en million. Det var et vendepunkt, idet det var første gang, siden den tyske hær indledte sine erobringer i 1939, at den var blevet tvunget til et større tilbagetog. Den tyske hær var blevet tvunget til at trække sig tilbage under Yelnya Offensiven i september 1941 og ved slaget om Rostov (som førte til, at Gerd von Rundstedt mistede kommandoen over de tyske tropper på den sydlige del af Østfronten), men disse tilbagetog var små sammenlignet med det ved Moskva.

## Baggrund
Den 22. juni 1941 begyndte tyske, rumænske og slovakiske tropper at invadere Sovjetunionen. De blev senere fulgt af ungarske tropper (efter bombardementet af den ungarske by Kassa). Efter at have ødelagt det meste af det sovjetiske luftvåben på jorden, trængte tyske tropper dybt ind på sovjetisk område under anvendelse af Blitzkriegs taktik. Pansrede enheder hastede fremad i knibtangsmanøvrer, som afskar sovjetiske arméer fra deres bagland, hvorefter de blev nedkæmpet af tysk infanteri. Mens den tyske Heeresgruppe Nord rykkede frem mod Leningrad, skulle Heeresgruppe Süd erobre Ukraine, og Heeresgruppe Mitte skulle rykke frem mod Moskva. Det sovjetiske forsvar blev løbet over ende, og den Røde Hær led forfærdelige tab.
I juli 1941 havde Heeresgruppe Mitte omringet adskillige sovjetiske arméer omkring Minsk under slaget om Białystok-Minsk, hvilket skabte et enormt hul i de sovjetiske linjer, som den Røde Hær ikke umiddelbart kunne fylde ud, da der ikke var reserver til rådighed, og derved blev den Sovjetiske Vestlige front ødelagt som kampenhed. Derved kunne den tyske hær overskride Dnepr floden, som var en spærring på vejen til Moskva, med minimale tab.
I august 1941 erobrede tyske tropper byen Smolensk, et vigtigt støttepunkt på vejen til Moskva. Smolensk blev historisk anset for "nøglen" til Moskva, fordi den kontrollerede en landbro mellem Daugava (Dvina), Dnepr og adskillige andre floder, som muliggjorde en hurtig fremrykning af landstyrker uden behov for at bygge store broer over brede floder. Det desperate sovjetiske forsvar af Smolensk-regionen varede i to måneder, fra 10. juli til 10. september. Dette intense slag, der blev kendt som Slaget om Smolensk (1941), forsinkede den tyske fremrykning til midt i september, bragte lynkrigen til standsning og tvang Heeresgruppe Mitte til at bruge næsten halvdelen af dens strategiske reserver (10 divisioner ud af 24) i løbet af slaget.
De tyske fremstød gik også i stå andre steder. Ved Leningrad blev Heeresgruppe Nord bremset af Luga forsvarslinjen i næsten en måned, inden den endelig blev gennembrudt. I syd blev Heeresgruppe Süd, som indeholdt mange ungarske og rumænske enheder, der var knap så veltrænede som de tyske, mødt af en række alvorlige modangreb og gik i stå. Den tyske hær stod nu overfor et dilemma. Heeregruppe Mitte var stadig stærk nok til at kunne nå Moskva, men et sådant fremstød ville skabe et stort fremspring i fronten, som var sårbart overfor angreb fra siderne. Hertil kom, at Tyskland ifølge Adolf Hitler havde behov for Ukraines korn og mineralske ressourcer. Den tyske Wehrmacht fik derfor ordre til først at erobre Donbass-regionen og først derpå rykke mod Moskva. Heinz Guderians Panzer Armée blev drejet mod syd for at støtte Gerd von Rundstedts angreb mod Kijev, der tilføjede den Røde Hær endnu et enormt nederlag. Den 19. september 1941 måtte de sovjetiske styrker opgive Kijev efter Stalins vedholdende afvisning af at trække tropper tilbage fra frontfremspringet ved Kijev, som beskrevet af Aleksandr Vasilevsky og Georgij Zjukov i deres respektive erindringer. Denne afvisning kostede Zjukov hans stilling som leder af generalstaben, men hans forudsigelse af den tyske omringning var korrekt. Adskillige sovjetiske arméer blev omringet og nedkæmpet af den tyske hær i en dobbelt knibtangsmanøvre, som gjorde muligt for de tyske styrker at rykke frem gennem Ukraine.
Selv om det var en afgørende sejr for Aksemagterne, betød Slaget om Kijev, at det tyske angreb kom endnu længere bagefter planen. Som Guderian senere skrev: "Kijev var bestemt en brillant taktisk succes, men spørgsmålet om, hvorvidt det havde en betydningsfuld strategisk betydning, er stadig åbent. Alting afhang nu af vores evne til at opnå de forventede resultater inden vinteren og endda inden efterårsregnen". Hitler mente stadig, at Wehrmacht havde en change for at afslutte krigen inden vinter ved at erobre Moskva. Den 2. oktober 1941 indledte Heeregruppe Mitte under Fedor von Bock den afsluttede offensiv mod Moskva, med kodenavnet Operation Typhoon. Hitler sagde kort efter dens start, at "Efter tre måneder med forberedelser har vi endelig muligheden for at knuse vore fjender, inden vinteren kommer. Alle mulige forberedelser blev gjort ... i dag begynder årets sidste slag …."

## Det indledende tyske fremstød (30. september – 10. oktober)

### Planer
For Hitler var Moskva det vigtigste militære og politiske mål, da han ventede, at byens fald hurtigt efter ville føre til et generelt sammenbrud i Sovjetunionen. Som Franz Halder, chefen for Oberkommando des Heeres (hærens generalstab), skrev i 1940, "Den beste løsning ville være en direkte offensiv mod Moskva." Derfor var byen et primært mål for den store og veludstyrede Heeresgruppe Mitte. Styrkerne, der blev indsat i Operation Typhoon omfattede tre arméer (2., 4. og 9. Armée) støttet af tre Panzergruppen (2., 3. og 4.) samt Luftwaffes Luftflotte 2. I alt blev der indsat over en million mand i operationen sammen med 1.700 kampvogne og 14.000 kanoner. Den tyske styrke i luften var blevet betydelig reduceret. Siden 22. juni havde Luftwaffe mistet 1.603 fly, og 1.028 var blevet beskadiget. Som følge heraf havde Luftflotte 2 kun 549 fly, der var klar til indsats, herunder 158 middelsvære bombefly og styrtbombefly samt 172 jagerfly..
Angrebet var baseret på standard Blitzkrieg-taktik, hvor kampvognsstyrkerne trængte langt ind i de sovjetiske formationer og gennemførte dobbelte knibtangsmanøvrer, som afskar sovjetiske divisioner og nedkæmpede dem.
Den oprindelige plan opererede med to indledende bevægelser. Den første skulle være en dobbelt knibtang rundt om den sovjetiske Vestlige Front og den sovjetiske Reserve Front i nærheden af Vyazma. Den næste bevægelse skulle være et enkelt fremstød rundt om Bryansk Fronten for at erobre byen Bryansk. Herefter lagde planen op til endnu en hurtig knibtangsmanøvre nord og syd for Moskva for at omringe byen. De tyske hære var imidlertid allerede svækkede og havde store forsyningsproblemer. Guderian skrev f.eks., at nogle af hans ødelagte kampvogne ikke var blevet erstattet, og at de mekaniserede tropper savnede brændstof fra begyndelsen af operationen.
Overfor den tyske Wehrmacht stod der tre sovjetiske fronter, som var dannet af de udmarvede arméer, som allerede havde været involveret i voldsomme kampe i flere måneder. Styrkerne, der blev indsat i forsvaret af byen, omfattede 1.250.000 mand, 1.000 kampvogne og 7.600 kanoner.
Det sovjetiske luftvåben Voenno-Vozdushnye Sily (VVS) havde lidt frygtelige tab i størrelsesordenen af 21.200 fly.. En ekstraordinær industriel indsats havde erstattet nogle af tabene, og VVS havde 936 fly, hvor 578 var bombefly, at sætte ind i forsvaret af hovedstaden  Disse tropper udgjorde i form af deres antal en betydelig trussel mod aksestyrkerne, men de var uheldigt placeret, da de fleste tropper var placeret på linje, så der ikke var mange reserver i bagområderne. I sine erindringer pointerede Vasilevsky, at mens de forreste linjer var ganske velforberedte, var disse fejl i placeringen af tropperne årsag til Wehrmachts indledende succes. Hertil kom at mange af de sovjetiske tropper manglede kamperfaring og kritisk udstyr, såsom anti-tank våben, og deres kampvogne var af forældede modeller.
Den sovjetiske overkommando begyndte at bygge omfattende forsvarsværker rundt om byen. Den første del, Rzhev-Vyazma forsvarslinjen, blev etableret på Rzhev-Vyazma-Bryansk linjen. Den anden, Mozhaisk-forsvarslinjen, var en dobbelt forsvarslinje, som forløb mellem Kalinin og Kaluga. Endelig var der en tredje forsvarsring, som omsluttede byen selv og dannede Moskva-forsvarszonen. Disse forsvarslinjer var alle stadig stort set ikke påbegyndt ved starten på Operation Typhoon på grund af hastigheden i den tyske fremrykning. Hertil kom, at den tyske angrebsplan var blevet opdaget på et forholdsvis sent tidspunkt, og de sovjetiske tropper fik først ordre til at indtage en rent defensiv holdning den 27. september 1941. Nye sovjetiske divisioner blev opstillet ved Volga, i Uralbjergene og i Asien, og det drejede sig kun om få måneder, inden disse tropper ville kunne sættes ind, hvilket også gjorde slaget til et kapløb mod tiden.

### Lommerne ved Vyazma og Bryansk
I nærheden af Vyazma blev den Vestlige front og Reservefronten hurtigt besejret af de særdeles mobile Panzergruppe 3 og 4, som udnyttede svage punkter i forsvaret og derpå hurtigt rykkede ind bag den Røde Hærs linjer. Forsvarslinjerne, som stadig var under opbygning, blev løbet over ende, da begge de tyske pansrede spydspidser modtes ved Vyazma den 10. oktober 1941. Fire sovjetiske arméer (19., 20., 24. og 32) blev fanget i en stor lomme lige vest for byen.
I modsætning til de tyske forventninger overgav de omringede sovjetiske styrker sig ikke uden videre. I stedet var kampene intense og desperate, og Wehrmacht måtte indsætte 28 divisioner for at nedkæmpe de omringede arméer, hvilket betød, at der blev benyttet styrker, som skulle have støttet offensiven mod Moskva. Resterne af de sovjetiske fronter kunne trække sig tilbage og konsolidere deres stillinger omkring Mozhaisk. Hertil kom, at de omringede sovjetiske styrker ikke blev fuldstændig nedkæmpet, da nogle af de omringede styrker undslap i grupper fra delinger til hele riffeldivisioner. Den sovjetiske modstand ved Vyazma gav den sovjetiske overkommando tid til hurtigt at fremføre forstærkninger til de fire arméer, der forsvarede Moskva-området, (nemlig 5., 16., 43. og 49. armé) og fremføre tre riffel- og to kampvognsdivisioner fra Fjernøsten.
Mod syd omkring Bryansk var den indledende sovjetiske indsats ikke meget bedre end ved Vyazma.
Panzergruppe 2 gennemførte en omringning af Bryansk den 6. oktober. Luftflotte 2 fløj 984 angreb og ødelagde omkring 679 køretøjer den 3. oktober. Den 4. oktober ødelagde en blandet styrke af styrtbombefly og mellemdistance-bombefly jernbanelinjer og hæmmede sovjetiske troppebevægelser i Sumy-Lgov-Kursk området og afskar kommunikationsforbindelserne mellem Bryansk og de sydvestlige fronter. De sovjetiske 3. og 13. arméer blev omringet, men heller ikke disse overgav sig, og tropper kunne undslippe i mindre grupper til midlertidige forsvarslinjer omkring Poniry og Mtsensk. Den 23. oktober var de sidste rester undsluppet fra lommen.
Den 7. oktober gik den tyske offensiv i dette område i stå. Den første sne faldt og smeltede hurtigt igen, hvorved vejene blev til mudder, et fænomen der kaldes rasputitsa i Rusland. De tyske kampvognsenheder kom kun langsomt frem og kunne vanskeligt manøvrere. Både mænd og kampvogne blev slidt ned. 4. Panzerdivision faldt i et baghold, som var opstillet af Dmitri Leliushenkos hastig etablerede 1. garde-specialriffelkorps, som omfattede Mikhail Katukovs 4. kampvognsbrigade i nærheden af byen Mtsensk. Nye T-34 kampvogne lå skjult i skovene, da de tyske kampvogne rullede forbi, mens en mindre sovjetisk styrke forsinkede deres fremrykning. De sovjetiske kampvogne angreb fra begge flanker og massakrerede de tyske Panzer IV formationer. Chokket over dette nederlag var så stort i den tyske hær, at der blev beordret en særlig undersøgelse. Guderian og hans tropper opdagede til deres bestyrtelse, at de nye sovjetiske T-34 kampvogne var næsten usårlige overfor beskydning fra de tyske kampvognskanoner. Som Guderian skrev: "Vore Panzer IV kampvogne med deres kortløbede 75 mm kanoner kunne kun få en T-34 til at eksplodere ved at ramme motoren bagfra". Guderian bemærkede i sine erindringer, at "russerne havde allerede lært noget". Luftflotte 2 fløj 1.400 angreb mod sovjetiske stillinger for at støtte 4. Panzer Division og ødelagde 20 kampvogne, 34 kanoner og 650 køretøjer af forskellig slags.
Andre steder havde store sovjetiske modangreb yderligere bremset den tyske offensiv. 2. Armee, som opererede nord for Guderians styrker med det formål at omringe Bryansk fronten, kom til at stå overfor et kraftigt sovjetisk modangreb. Angrebet blev massivt støttet fra luften. Selv om det var numerisk i undertal, forårsagede Luftwaffe store tab på VVS. 152 Stuka-starter og 259 mellemdistance-bombefly tog brodden af det sovjetiske angreb, mens andre 202 Stuka og 188 angreb fra mellemdistance-bombere blev sat ind mod forsyningskolonner i Bryansk området. De sovjetiske styrker blev fanget i åbent terræn. Luftwaffe ødelagde 22 kampvogne og over 450 køretøjer, og dermed blev det sovjetiske angreb slået på flugt.
Omfanget af det indledende sovjetiske nederlag var voldsomt. Ifølge tyske estimater blev der taget 673.000 sovjetiske soldater til fange i de to lommer,
selv om nyere forskning har korrigeret dette til et lavere, men stadig stort tal på 514.000 fanger, hvilket formindskede den sovjetiske styrke med 41 %. Det desperate forsvar fra den Røde Hær havde imidlertid kraftigt bremset den tyske hær. Da tyskerne den 10. oktober nåede frem til Mozhaisk-linjen, mødte den en velforberedt forsvarslinje og nye friske sovjetiske styrker. Samme dag blev Georgij Zjukov tilkaldt fra Leningrad for at overtage kommandoen over forsvaret af Moskva. Han gav straks ordre til at koncentrere alle til rådighed stående tropper på en forstærket Mozhaisk-linje, et skridt som blev støttet af Vasilevsky. Selv om Luftwaffe stadig var i undertal, havde det stadig kontrollen over himlen, når den optrådte i større formationer. Stukageschwader og Kampfgruppen (Stuka og grupper af bombefly) fløj 537 missioner og ødelagde ca. 440 køretøjer (fortrinsvis motorkøretøjerog lastbiler) og 150 kanoner.
Den 13. oktober gav Stalin ordre til at det kommunistiske parti, generalstaben og forskellige regeringskontorer skulle evakueres fra Moskva til Kuybushev (nu Samara) og kun efterlade et begrænset antal embedsmænd tilbage. Evakueringen forårsagede panik blandt moskovitterne. Fra den 16. til den 17. oktober forsøgte en stor del af civilbefolkningen at flygte – stormede togene og spærrede vejene væk fra byen. På trods af dette forblev Stalin officielt i den sovjetiske hovedstad, hvilket i nogen grad beroligede gemytterne.

## Forsvaret af Mozhaisk-linjen (13. oktober – 30. oktober)
Den 13. oktober 1941 var den tyske hær nået frem til Mozhaisk-forsvarslinje, en hastigt opført dobbelt række af befæstninger, som beskyttede Moskva mod vest og strakte sig fra Kalinin mod Volokolamsk og Kaluga. Trods nylige forstærkninger var den samlede styrke af de sovjetiske arméer, der bemandede linjen (de sovjetiske 5., 16., 43. og 49. arméer) kun knap 90.000 mand, hvilket formentlig ikke var nok til at bremse det tyske fremstød. I betragtning af situationen besluttede Zjukov at koncentrere sine styrker på fire afgørende punkter: Volokolamsk, Mozhaisk, Maloyaroslavets og Kaluga. Hele den sovjetiske Vestlige front, som næsten var fuldstændig ødelagt efter omringningen ved Vyazma, var ved at blive genopbygget fra grunden.
Moskva selv blev lavet til en fæstning. Ifølge Zjukov arbejdede 250.000 kvinder og unge med at bygge skyttegrave og kampvognsspærringer rundt om Moskva, hvor de flyttede næsten tre mio. kubikmeter jord uden mekanisk hjælp. Moskvas fabrikker blev hastigt ændret til militære komplekser: bilfabrikken blev ombygget til at fremstille ubådskanoner, en urfabrik byggede detonatorer til landminer, chokoladefabrikken lavede rationer til fronten, og automobilværksteder reparerede beskadigede kampvogne og køretøjer. Situationen var imidlertid allerede meget farlig, da den sovjetiske hovedstad stadig var indenfor tyske kampvognes rækkevidde. Hertil kom, at Moskva nu var mål for store luftangreb, selv om disse kun forårsagde begrænsede skader på grund af det massive anti-luftskytsforsvar og det effektive brandvæsen.
Den 13. oktober (15. oktober iflg. andre kilder) genoptog Wehrmacht sin offensiv. I begyndelsen ville den tyske hær ikke angribe de sovjetiske stillinger direkte og forsøgte at omgå dem ved at trænge nordøst på mod den svagt forsvarede by Kalinin og mod syd mod Kaluga og Tula og havde erobret dem alle bortset fra Tula den 14. oktober. Opmuntret af disse indledende succeser foretog tyskerne et direkte angreb mod den befæstede linje og tog Mozjaisk og Maloyaroslavets den 18. oktober, Naro-Fominsk den 21. oktober og Volokolamsk den 27. oktober efter intense kampe. På grund af den stigende risiko for angreb i flanken måtte Zjukov falde tilbage og trak alle sine tropper tilbage øst for Nara floden.
Mod syd rykkede den 2. Panzer Armée mod Tula uden større modstand, da Mozhaisk-forsvarslinjen ikke strakte sig så langt sydpå, og fordi der ikke var nogen større koncentrationer af sovjetiske styrker til at forsinke fremrykningen. Det dårlige vejr, mangel på brændstof og ødelagte veje og broer forsinkede imidlertid i høj grad den tyske fremrykning. Guderian nåede først til udkanten af Tula den 26. oktober 1941. Den tyske plan gik ud på straks at erobre Tula og så gennemføre en knibtangsmanøvre rundt om Moskva. Det første forsøg på at erobre byen slog imidlertid fejl, da tyske kampvogne blev stoppet af den 50. armé og civile frivillige i en desperat kamp. Guderians hær måtte stoppe indenfor synsvidde af byen den 29. oktober 1941.

## Den tyske hær ved Moskvas porte (1. november – 5. december)

### Nedslidning
Som David Glantz pointerede i sin bog When Titans Clashed kunne den Wehrmacht og den Røde Hær i slutningen af oktober sammenlignes med "to groggy boksere, som står og vakler og hurtigt mister evnen til at skade hinanden". De tyske styrker var udmattede, kun en tredjedel af deres køretøjer fungerede stadig. Infanteridivisionerne var nede på en tredjedel til halvdelen af deres normale styrke, og alvorlige logistiske vanskeligheder forhindrede levering af varmt tøj og anden vinterudrustning ved fronten. Selv Hitler lod til at have opgivet tanken om en lang kamp, siden udsigten til at sende kampvogne ind i en så stor by uden kraftig infanteristøtte forekom risikabel efter den kostbare belejring af Warszawa i 1939.
For at afstive såvel den Røde Hærs målrettethed og den civile moral beordrede Stalin, at den traditionelle militærparade den 7. november skulle gennemføres på den Røde Plads. Sovjetiske tropper paraderede forbi Kreml og marcherede derefter direkte til fronten. Paraden havde stor symbolsk betydning ved at vise beslutsomhed og blev hyppigt fremdraget som eksempel på samme i de følgede år (se billedet). Trods den modige opvisning var den Røde Hær faktisk i en meget alvorlig situation. Selv om 100.000 yderligere sovjetiske tropper havde forstærket Klin og Tula, hvor der forventedes nye tyske offensiver, var den sovjetiske front stadig tyndt bemandet. Alligevel ønskede Stalin, at der skulle gennemføres adskillige forebyggende modoffensiver mod de tyske linjer, trods protester fra Zjukov, som pegede på, at man slet ikke havde reserver. Den tyske hær afviste de fleste af disse modoffensiver, hvilket tappede den Røde Hær for mænd og køretøjer, der kunne have været anvendt i forsvaret af Moskva. Offensiven var kun vellykket vest for Moskva ved Aleksino, hvor sovjetiske kampvogne forårsagede store tab for den 4. Armée, fordi tyskerne stadig manglede anti-tank våben, som var i stand til at tilføje de nye velpansrede T-34 kampvogne skade.
Trods nederlaget ved Aleksino havde den tyske hær stadig overvægt i tropper i forhold til den Røde Hær. De tyske divisioner, der var indsat i det endelige angreb mod Moskva, udgjorde 943.000 mand og 1.500 kampvogne, mens de sovjetiske styrker var reduceret til en skygge af sig selv, med knap 500.000 mand og 890 kampvogne. Sammenlignet med i oktober havde de sovjetiske riffeldivisioner langt bedre forsvarsstillinger. En tredobbelt forsvarsring omgav byen og noget af Mozhaisk-linjen var stadig på sovjetiske hænder ved Klin. De fleste af de sovjetiske arméer i felten havde forsvarsstillinger i flere lag, med mindst to riffeldivisioner i 2. række. Artilleristøtte og pionerer var koncentreret ved de større veje, som tyske tropper forventedes at bruge under deres angreb. Endelig var de sovjetiske tropper – især officererne – blevet mere erfarne og bedre forberedt på offensiven.
Den 15. november var jorden endelig frosset, hvilket løste problemerne med mudder. De pansrede spydspidser i den tyske hær blev sluppet løs med det formål at omringe Moskva og mødes i nærheden af byen Noginsk øst for hovedstaden. For at nå dette mål måtte Panzergruppe 3 og 4 koncentrere deres styrker mellem Moskva-reservoiret og Mozhaisk, fortsætte til Klin og Solnechnogorsk for at omringe hovedstaden nordfra. Mod syd var det meningen, at 2. Panzer Armée skulle omgå Tula, som stadig var på sovjetiske hænder og rykke mod Kashira og Kolomna for endelig at mødes med den nordlige spydspids ved Noginsk.

### Afsluttende knibtangsmanøvre
Den 15. november 1941 begyndte de tyske kampvognsarméer deres offensiv mod Klin, hvor der ikke var nogle sovjetiske reserver til rådighed på grund af Stalins ønske om at forsøge en modoffensiv ved Volokolamsk, der havde nødvendiggjort en overførsel af alle reservestyrker længere mod syd. De indledende tyske angreb delte fronten i to og adskilte 16. armé fra 30. armé. Der fulgte adskillige dage med voldsomme kampe. Som Zjukov skriver i sine erindringer: "Fjenden så stort på tabene og angreb fronten direkte for at komme til Moskva for enhver pris". Trods Wehrmachts forsøg betød de flere rækker af forsvar, at de sovjetiske tab blev mindre, mens den 16. armé langsomt trak sig tilbage og konstant forstyrrede de tyske divisioner, som forsøgte at trænge igennem forsvarsværkerne.
Den tredje Panzer Armée erobrede til sidst Klin efter voldsomme kampe den 24. november, og den 25. november faldt også Solnechnogorsk. Det sovjetiske modstand var stadig kraftig, og slagets udfald var langt fra givet. Efter sigende spurgte Stalin Zjukov, om Moskva kunne holdes, og gav ham ordre til at "tale ærligt, som en kommunist". Zjukov svarede, at det var muligt, men at der var desperat brug for reserver. Den 28. november fik den tyske 7. panzer division etableret et brohoved over Moskva-Volga Kanalen — den sidste større forhindring inden Moskva og stod mindre end 35 km fra Kreml, men et kraftigt modangreb fra 1. Chokarmé drev dem tilbage over kanalen. Nordvest for Moskva nåede tyskerne Krasnaya Polyana, knap 20 km fra Moskva. Tyske officerer kunne identificere nogle af de større bygninger i den sovjetiske hovedstad gennem deres kikkerter; men både de sovjetiske og de tyske tropper var alvorligt udmarvede, og der var nogle gange kun 150-200 skytter (svarende til et kompagni) tilbage i et regiment.
Mod syd blev kampene omkring Tula genoptaget den 18. november, hvor 2. Panzer Armée forsøgte at omringe byen. De involverede tyske styrker var hårdt ramt fra tidligere kampe og havde stadig ikke fået vinterudrustning. Som følge heraf udgjorde den tyske fremrykningen i starten kun 5-10 km om dagen, hvilket gjorde chancen for succes "mindre end sikker" ifølge Guderian. Hertil kom, at det udsatte de tyske kampvognsarmeer for angreb i flanken fra de sovjetiske 49. og 50. arméer, der lå ved Tula, hvilket yderligere forsinkede fremrykningen. Alligevel var Guderian stadig i stand til at fortsætte offensiven og spredte sine styrker ud i et stjerneformet angreb, hvor Stalinogorsk blev erobret den 22. november, hvorved en riffeldivision blev omringet. Den 26. november nærmede tyske kampvogne sig Kashira, en by som kontrollerer en vigtig hovedvej til Moskva. Som svar herpå blev der iværksat et kraftigt sovjetisk modangreb den følgende dag. General Belovs 2. kavalerikorps, understøttet af hastigt samlede enheder, herunder 173. riffeldivision, 9. kampvognsbrigade, to enkeltstående kampvognsbataljoner og uddannelses- og militsenheder, stoppede det tyske fremstød i nærheden af Kashira. Tyskerne blev drevet tilbage i starten af december, hvorved den sydlige adgang til byen blev sikret. Tula selv holdt stand, beskyttet af sine befæstninger og beslutsomme forsvarere, såvel soldater som civile. Mod syd kom Wehrmacht aldrig for alvor i nærheden af hovedstaden.
På grund af modstanden både på den nordlige og den sydlige side af Moskva forsøgte Wehrmacht et direkte angreb vestfra den 1. december langs hovedvejen mellem Minsk og Moskva i nærheden af Naro-Fominsk. Dette angreb havde imidlertid kun begrænset kampvognsstøtte og måtte angribe omfattende sovjetiske forsvarsstillinger. Efter at have mødt beslutsom modstand fra den sovjetiske 1. Garde motoriserede riffeldivision og angreb i flanken fra 33. armé, blev den tyske offensiv drevet tilbage fire dage senere. Tyskerne mistede 10.000 mand og adskillige dusin kampvogne.
I begyndelsen faldt temperaturerne, som hidtil havde været forholdsvis høje efter russiske forhold, ned til mellem minus tyve og minus halvtreds grader celsius. De tyske tropper, som stadig ikke havde fået vinterudstyr, frøs, og de tyske køretøjer, som ikke var designet til så streng vinter, kunne ikke startes. Der blev meldt om over 130.000 tilfælde af forfrysninger blandt de tyske tropper. Frossen smøreolie måtte skrabes af alle granater, inden de kunne afskydes og køretøjer måtte varmes op i timevis, inden de kunne benyttes.
Aksestyrkernes offensiv mod Moskva stoppede. Som Guderian skrev i sin journal: "Offensiven mod Moskva slog fejl ... Vi undervurderede fjendens styrke, hans størrelse og klimaet. Heldigvis stoppede jeg mine tropper den 5. december, ellers havde en katastrofe været uundgåelig".

## Sovjetisk modoffensiv
Selv om den tyske offensiv var blevet stoppet, vurderede den tyske efterretningstjeneste, at de sovjetiske styrker ikke havde flere reserver og ville være ude af stand til at gennemføre en modoffensiv. Det viste sig at være forkert, da Stalin overførte friske divisioner fra Sibirien og Fjernøsten på baggrund af efterretningen fra hans spion Richard Sorge, som pegede i retning af, at Japan ikke ville angribe Sovjetunionen. Den røde hær havde opbygget en reserve på 58 divisioner i starten af december, da den offensiv, som Zjukov og Vasilevsky havde foreslået, endelig blev godkendt af Stalin.
Selv med disse nye reserver var der alligevel kun 1.100.000 sovjetiske tropper, som deltog i operationen, hvilket kun var en anelse flere, end den tyske hær rådede over. Alligevel blev der ved omhyggelig placering af tropperne opnået en 2:1 ratio på nogle kritiske steder. Den 5. december 1941 begyndte modoffensiven på Kalinin-fronten. Efter to dage med begrænsede fremskridt generobrede de sovjetiske arméer Krasnaya Polyana og flere andre byer i umiddelbar nærhed af Moskva.
Samme dag underskrev Hitler sin Weisung nr. 39, som gav Wehrmacht ordre til at indtage en defensiv position langs hele fronten. De tyske tropper kunne imidlertid ikke organisere et solidt forsvar i deres daværende positioner og blev tvunget til at trække sig tilbage for at konsolidere deres linjer. Guderian skrev, at diskussioner med Hans Schmidt og Wolfram von Richthofen fandt sted samme dag, og begge var enige i, at den aktuelle frontlinje ikke kunne holdes. Den 14. december gav Franz Halder og Günther von Kluge endelig tilladelse til en begrænset tilbagetrækning til vest for Oka-floden, uden Hitlers godkendelse. Den 20. december 1941 under et møde med højtstående tyske officerer aflyste Hitler tilbagetrækningen og beordrede sine tropper til at forsvare hver en tomme land, og "grave skyttegrave med haubitzgranater om nødvendigt". Guderian protesterede og pointerede, at tabene på grund af kulde faktisk var større end tabene i kamp, og at vinterudstyret hang fast i trafikkøer i Polen. Alligevel insisterede Hitler på at forsvare de eksisterende linjer, og Guderian blev afskediget til jul, sammen med generalerne Hoepner og Strauss, som havde ledet Panzergruppe 4 og 9. Armée. Fedor von Bock blev også afskediget, officielt af helbredsgrunde. Walther von Brauchitsch, Hitlers øverstkommanderende var allerede tidligere blevet fjernet den 19. december 1941.
I mellemtiden fortsatte den sovjetiske offensiv. I nord blev Klin og Kalinin generobret den 15. og 16. december, da Kalinin-fronten trængte vest på. Den sovjetiske frontchef, general Ivan Konev, forsøgte at omringe Heeresgruppe Mitte, men mødte stærk modstand ved Rzhev og blev tvunget til at stoppe, hvilket dannede et frontfremspring, som ville bestå indtil 1943. I syd gik offensiven ligeså godt, og den Sydvestlige Front undsatte Tula den 16. december 1941.
Luftwaffe blev forstærket, da Hitler anså det for at være det eneste håb om at "redde" situationen. To Kampfgruppen (II./KG 4 and II./KG 30) ankom efter at have fået nyt materiel i Tyskland, mens fire Transportgruppen med 102 Junkers Ju 52 transportfly blev indsat fra Luftflotte 4 for at evakuere omringede Heer-enheder og forbedre forsyningslinjerne til frontenhederne. Det var i sidste øjeblik, og det virkede. Det lykkedes det tyske luftvåben at forhindre Heeresgruppe Mitte i fuldstændig at bryde sammen.
Trods Luftwaffe's indsats havde det sovjetiske luftvåben bidraget enormt til den Røde Hærs sejr ved Moskva. Mellem den 17. og 22. december ødelagde Luftwaffe 299 køretøjer og 23 kampvogne ved Tula, hvilket hæmmede den Røde Hærs forfølgelse af den tyske hær.
I centrum var fremskridtene imidlertid meget langsommere, og sovjetiske tropper generobrede først Naro-Fominsk den 26. december, Kaluga den 28. december og Maloyaroslavets den 2. januar efter ti dages kampe. De sovjetiske reserver var ved at være udtømte, og offensiven stoppede den 7. januar 1942 efter at have presset de udmattede og frysende tyskere mellem 100 og 250 km væk fra Moskva. Denne sejr gav et stort løft i den sovjetiske moral, da den tyske hær led sit første nederlag. Efter at det var slået fejl at overvinde Sovjetunionen i et hurtigt angreb, måtte Tyskland nu forberede sig på en længere varende kamp. Operation Barbarossa var slået fejl.

## Efterspil
Den Røde Hærs vinter modoffensiv drev den tyske Wehrmacht tilbage fra Moskva, men byen blev stadig anset for truet, da frontlinjen stadig var forholdsvis tæt på. Af den grund forblev ledelsen af Moskva at være en vigtig opgave for Stalin, som i begyndelsen lod til at være i chok over den tyske succes i begyndelsen af felttoget. Især var det var det indledende sovjetiske fremstød ikke i stand til at udjævne frontfremspringet ved Rzhev, som blev forsvaret af adskillige divisioner i Armegruppe Mitte. Straks efter Moskva-modoffensiven forsøgtes en række sovjetiske angreb mod frontfremspringet, hver gang med store tab på begge sider. De sovjetiske tab estimeres til at være mellem 500.000 og 1 mio. mand, mens de tyske lå på 300.000-450.000. I begyndelsen af 1943 måtte den tyske hær trække sig tilbage fra området, da hele fronten var i bevægelse vestpå. Alligevel var fronten ved Moskva først sikker i oktober 1943, da Heeresgruppe Mitte blev afgørende slået tilbage fra Smolensk-landbroen og fra den venstre bred af den øvre Dnepr ved slutningen af Andet slag om Smolensk.
Hitler var rasende over, at hans hær ikke havde været i stand til at erobre Moskva, og den 19. december fyrede han sin øverstkommanderende Walther von Brauchitsch og overtog selv ledelsen af hæren, og overtog i praksis kontrollen med alle militære beslutninger, hvorved han kom i et modsætningsforhold til de mest erfarne tyske officerer. Hertil kom, at Hitler omgav sig med stabsofficerer med begrænset eller ingen aktuel kamperfaring. Som Guderian skrev i sine erindringer: "Dette skabte en kølighed i vore forbindelser, en kølighed som ikke efterfølgende kunne fjernes".
Dette forøgede Hitlers mistro til sine øverste officerer og viste sig til sidst at blive fatalt for Wehrmacht. Tyskland stod overfor udsigten til en udmattelseskrig, noget landet ikke var forberedt på. Samlet set var slaget et sviende nederlag for Aksemagterne, om end ikke nødvendigvis et afgørende. Det slukkede tyske håb om en hurtig og afgørende sejr over Sovjetunionen.
For første gang siden juni 1941 havde sovjetiske styrker stoppet tyskerne og drevet dem tilbage. Det førte til, at Stalin blev overmodig og besluttede at udvide offensiven. Den 5. januar 1942, under et møde i Kreml, bekendtgjorde Stalin, at han planlagde en generel forårsoffensiv, som skulle indledes samtidig ved Moskva, Leningrad og i det sydlige Rusland. Denne plan blev vedtaget trods Zjukovs indvendinger.
Mangelen på reserver i den Røde Hær og taktiske evner i Wehrmacht førte til et blodigt dødvande ved Rhzev, der fik betegnelsen "Kødhakkeren ved Rzhev," og til en række nederlag for den Røde Hær, såsom Andet slag om Kharkov, den fejlslagne eliminering af Demyansk lommen og omringningen af general Vlasovs hær ved Leningrad i et mislykket forsøg på at hæve den tyske belejring af byen. I den sidste ende første disse nederlag til en vellykket tysk offensiv mod syd og til slaget om Stalingrad.
Alligevel blev forsvaret af Moskva et symbol på sovjetisk modstand mod de invaderende aksestyrker. For at mindes slaget blev Moskva udnævnt til "Helteby" i 1965 på sejrsdagens 20 års jubilæum.

## Tab
Både de tyske og de sovjetiske tab under slaget om Moskva har været genstand for debat, da de forskellige kilder giver temmelig forskellige estimater. Ikke alle historikere er enige om, hvad der tidsmæssigt skal medtages under "slaget om Moskva". Mens starten på slaget som regel regnes fra indledningen af operation Typhoon den 30. september 1941 (eller nogle gange 2. oktober 1941), er der to forskellige datoer for afslutningen på offensiven. I særlig grad gælder det, at nogle kilder (såsom Erickson og Glantz) ikke medtager Rzhev-offensiven i slaget, idet de betragter den som en særskilt operation og lader Moskva-offensiven slutte den 7. januar 1942 — hvilket betyder at, tabstallene bliver mindre. Andre historikere, som medtager Rzhev og Vyazma operationerne i slaget (og dermed lader slaget slutte i maj 1942), har højere tabstal. Da Rzhev operationen indledtes den 8. januar 1942 uden nogen forudgående pause efter den foregående modoffensiv, er et sådant standpunkt forståeligt.
Der er også betydelige forskelle i tallene fra de forskellige kilder. I sin Barbarossa: The Axis and the Allies, anfører John Erickson et tal på 653.924 sovjetiske tab mellem oktober 1941 og januar 1942. Glantz anfører i sin bog When Titans Clashed, et tal på 658.279 alene for den defensive fase af slaget, plus 370.955 for vintermodoffensiven indtil 7. januar 1942. Great Soviet Encyclopedia, udgivet i 1973–1978, anslår 400.000 tyske tab indtil januar 1942. Et andet tilgængeligt estimat fremgår af Moscow Encyclopedia, der blev udgivet i 1997. Forfatterne anfører her, baseret på forskellige kilder, et tal på 145.000 tyske og 900.000 sovjetiske tab i den defensive fase foruden 103.000 tyske og 380.000 sovjetiske tab under modoffensiven indtil 7. januar 1942, hvoraf en stor del af de sovjetiske tab er tilfangetagne.
Derfor er de samlede tab mellem 30. september 1941 og 7. januar estimeret til at ligge mellem 248.000 og 400.000 for tyskerne (GSE / Moscow Encyclopedia) og mellem 650.000 og 1.280.000 for den Røde Hær (Erickson / Moscow encyclopedia).
Uanset disse uoverensstemmelser betragtes Slaget om Moskva som et af de mest blodige slag i verdenshistorien.

## Fodnoter
1. 1 2  Bergström 2007 p.90.
2. ↑  Williamson 1983, p.132.
3. ↑  Begge kilder bruger Luftwaffe arkiver. Det ofte citerede tal på 900-1.300 stemmer ikke overens med Luftwaffes angivelser af styrke. Kilder: Prien, J./Stremmer, G./Rodeike, P./ Bock, W. Die Jagdfliegerverbande der Deutschen Luftwaffe 1934 bis 1945, Teil 6/I and II; U.S National Archives, German Orders of Battle, Statistics of Quater Years.
4. 1 2  Bergström 2007, p. 111.
5. ↑  Heinz Guderian, Erinnerungen eines Soldaten (En soldats erindringer), Smolensk, Rusich, 1999, p. 229.
6. 1 2  Great Soviet Encyclopedia, Moscow, 1973–1978, entry "Battle of Smolensk"
7. 1 2  Guderian, p. 272.
8. ↑  Guderian, pp. 267–9.
9. ↑  A.M. Vasilevsky, The matter of my whole life, Moscow, Poitizdat, 1978, p. 134.
10. ↑  Marshal G.K. Zhukov, Memoirs, Moscow, Olma-Press, 2002, p. 352.
11. ↑  Zhukov, p. 353.
12. ↑  Vasilevsky, p. 135.
13. ↑  Guderian, p. 305.
14. ↑  Hitler, i "Völkischer Beobachter", 10. oktober 1941.
15. 1 2 3 4 5 6 7 8 9 10 11 12 13 14  Moscow Encyclopedia, ed. Great Russian Encyclopedia, Moscow, 1997, entry "Battle of Moscow"
16. ↑  Bergstöm 2007, p. 90.
17. ↑  Guderian, pp. 307–9.
18. ↑  Guderian, p. 307
19. ↑  Bergström 2007, p.118.
20. ↑  Bergström 2007, p.90-91.
21. 1 2 3 4  Vasilevsky, p. 139.
22. 1 2 3 4 5 6  Glantz, chapter 6, sub-ch. "Viaz'ma and Briansk", pp. 74 ff.
23. ↑  Vasilevsky, p. 138.
24. 1 2 3  Bergström 2007, p.91.
25. ↑  Guderian, p. 316.
26. ↑  Guderian, p. 318.
27. ↑  Plocher 1968, p.231.
28. ↑  Geoffrey Jukes, The Second World War — The Eastern Front 1941–1945, Osprey, 2002, ISBN 1-84176-391-8, p. 29.
29. ↑  Jukes, p. 31.
30. ↑  Zhukov, tome 2, p. 10.
31. ↑  Plocher 1968, p.231
32. ↑  Bergström 2007, p.93
33. 1 2 3 4 5  Jukes, p. 32.
34. ↑  Zhukov, tome 2, p. 17.
35. ↑  Zhukov, tome 2, p. 18.
36. ↑  Zhukov, tome 2, p. 22.
37. ↑  Zhukov, tome 2, p. 24.
38. ↑  Guderian, pp. 329–30.
39. ↑  Zhukov, tome 2, pp. 23–5.
40. 1 2 3 4 5 6 7 8  Glantz, chapter 6, sub-ch. "To the Gates", pp. 80ff.
41. ↑  Zhukov, tome 2, p. 27.
42. 1 2  Zhukov, tome 2, p. 28.
43. ↑  Zhukov, tome 2, p. 30.
44. ↑  Guderian, p. 345.
45. ↑  Guderian, p. 340.
46. ↑  Erickson, 'The Road to Stalingrad,' p.260
47. ↑  A.P. Belov, Moscow is behind us, Moscow, Voenizdat, 1963, p. 97.
48. ↑  Belov, p. 106.
49. ↑  Zhukov, tome 2, p. 32.
50. 1 2  Glantz, ch.6, subchapter "December counteroffensive", pp. 86ff.
51. ↑  Guderian, pp. 354–5.
52. ↑  Zhukov, tome 2, p. 37.
53. ↑  Guderian, pp. 353–5.
54. ↑  Guderian, p. 354.
55. ↑  Guderian, pp. 360–1.
56. ↑  Guderian, pp. 363–4.
57. 1 2 3  Great Soviet Encyclopedia, Moscow, 1973–78, entry "Battle of Moscow 1941–42"
58. 1 2  Guderian, p. 359.
59. ↑  Bergström 2007, p.112-113.
60. ↑  Planning for war: the Red Army and the catastrophe of 1941, Europe-Asia Studies, Dec, 1995 by Cynthia A. Roberts "Marskal Georgij K. Zjukov, som ved flere lejligheder havde presset Stalin til at alarmere og forstærke hæren, erindrede chokket over det tyske angreb, da han bemærkede, at 'hverken forsvarskommissariatet, jeg selv, mine forgængere B.M. Shaposhnikov og K.A. Meretskov, eller generalstaben troede, at fjenden kunne samle en sådan mængde af ... styrker og indsætte dem på den første dag...'"
61. ↑  Guderian, p. 365.
62. ↑  Zhukov, tome 2, pp. 43–4.
63. 1 2  John Erickson, Barbarossa: The Axis and the Allies, tabel 12.4
64. 1 2  Glantz, Table B

## Eksterne kilder
- Wikimedia Commons har flere filer relateret til Slaget om Moskva
- serpukhov.ru Arkiveret 5. april 2007 hos  Wayback Machine — Slaget om Moskva.
- Slaget om Moskva 1941 + kort Arkiveret 31. marts 2009 hos  Wayback Machine
- Moscow Attacked! — Gratis undervisningsspil om Slaget om Moskva.
- Armchair General/Maps 1941/Western Direction/The Moscow Battle Arkiveret 17. februar 2009 hos  Wayback Machine — Udmærkede kort ned til brigadeniveau.
- WW2DB: Slaget om Moskva